# Pyrellia ponti
Pyrellia ponti är en tvåvingeart som beskrevs av Shinonaga och Tumrasvin 1978. Pyrellia ponti ingår i släktet Pyrellia och familjen husflugor.
Artens utbredningsområde är Thailand. Inga underarter finns listade i Catalogue of Life.